# Interstate 65
Interstate 65 (afgekort I-65) is een Interstate Highway in de Verenigde Staten. De snelweg begint bij de kruising met de I-10 bij Mobile aan de Golf van Mexico in de staat Alabama. De weg eindigt aan een verkeerslicht bij de kruising met de US 12 en de US 20 bij Gary in Indiana aan de zuidelijke oever van het Michiganmeer. De weg doorkruist de Verenigde Staten van zuid naar noord door vier staten. 

## Lengte

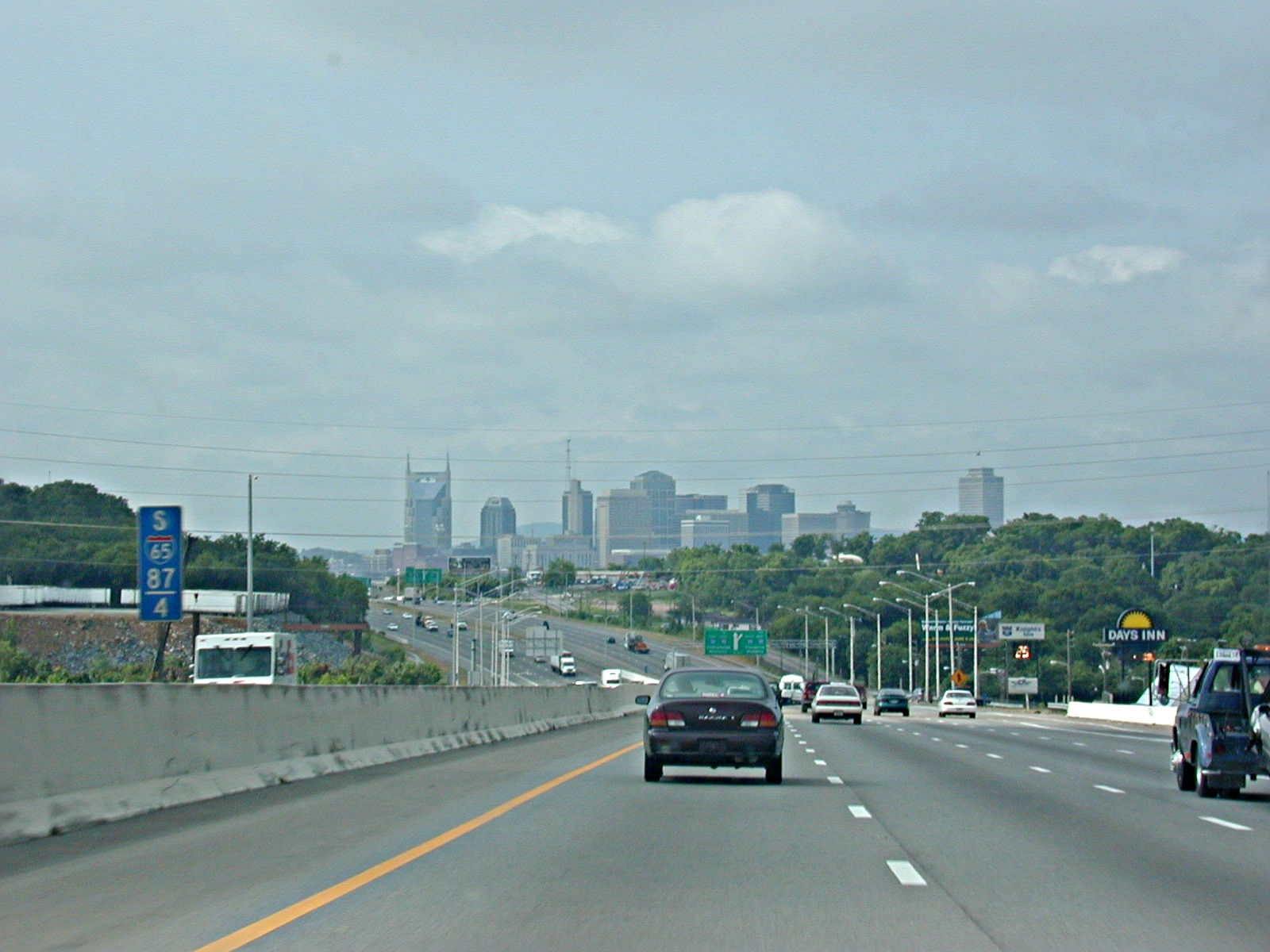
I-65 bij Nashville, Tennessee

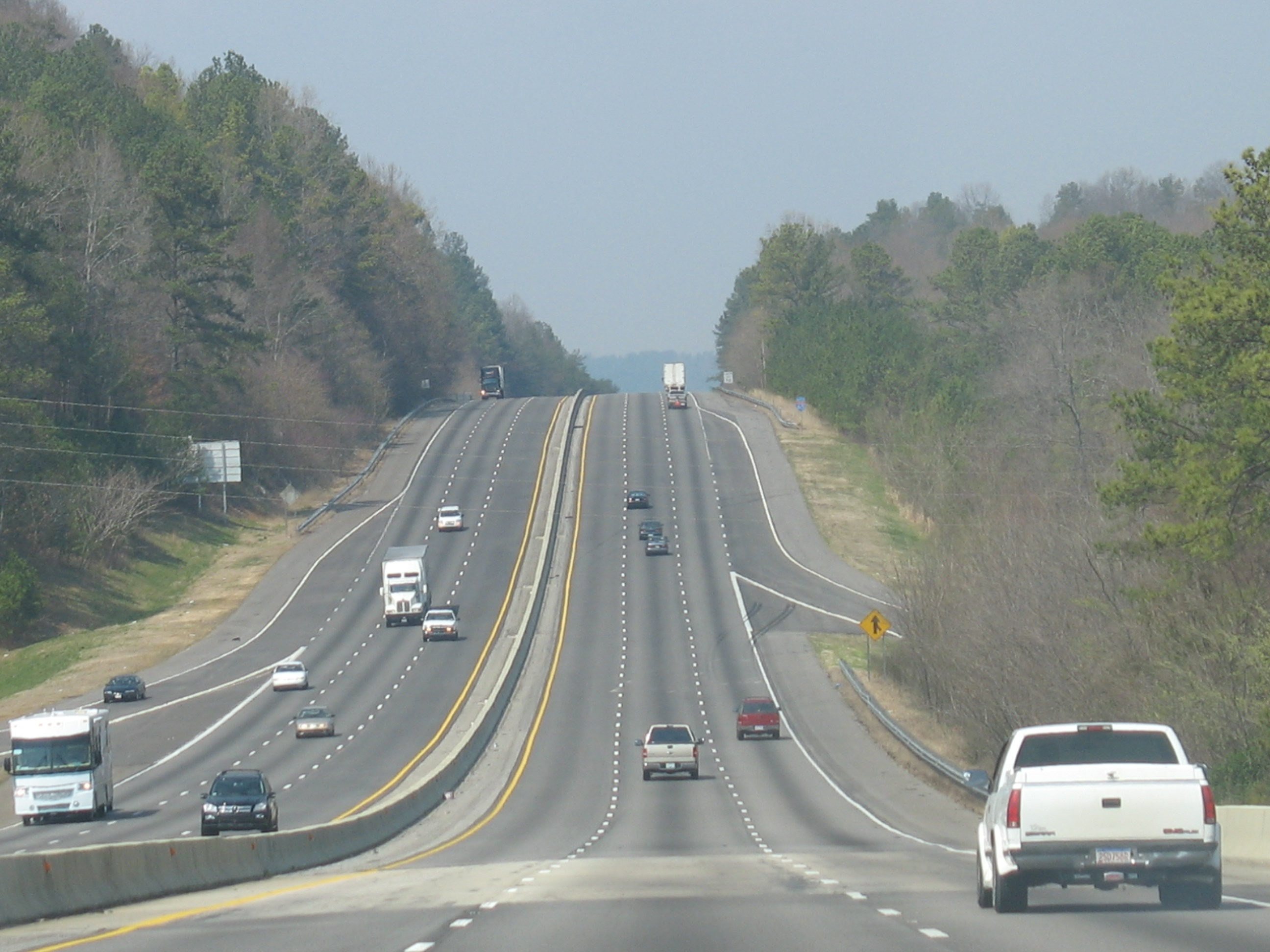
I-65 bij Birmingham, Alabama

| Staat     | km   | mijl |  |
|           |      |      |  |
| Alabama   | 591  | 367  |  |
| Tennessee | 196  | 122  |  |
| Kentucky  | 221  | 137  |  |
| Indiana   | 420  | 261  |  |
|           |      |      |  |
| Totaal    | 1428 | 887  |  |

## Belangrijke steden aan de I-65
Mobile - Montgomery - Prattville - Clanton - Hoover - Birmingham - Decatur - 
Franklin, TN - Nashville - Franklin, KY - Bowling Green - Fort Knox - Louisville - Columbus, IN - Franklin, IN - Indianapolis - Lafayette - Gary